# NGC 4737
NGC 4737 је спирална галаксија у сазвежђу Ловачки пси која се налази на NGC листи објеката дубоког неба.
Деклинација објекта је + 34° 9' 26" а ректасцензија 12h 50m 52,9s. Привидна величина (магнитуда) објекта NGC 4737 износи 14,3 а фотографска магнитуда 15,1. NGC 4737 је још познат и под ознакама MCG 6-28-36, CGCG 188-25, NPM1G +34.0263, PGC 43490.